# نيينغما

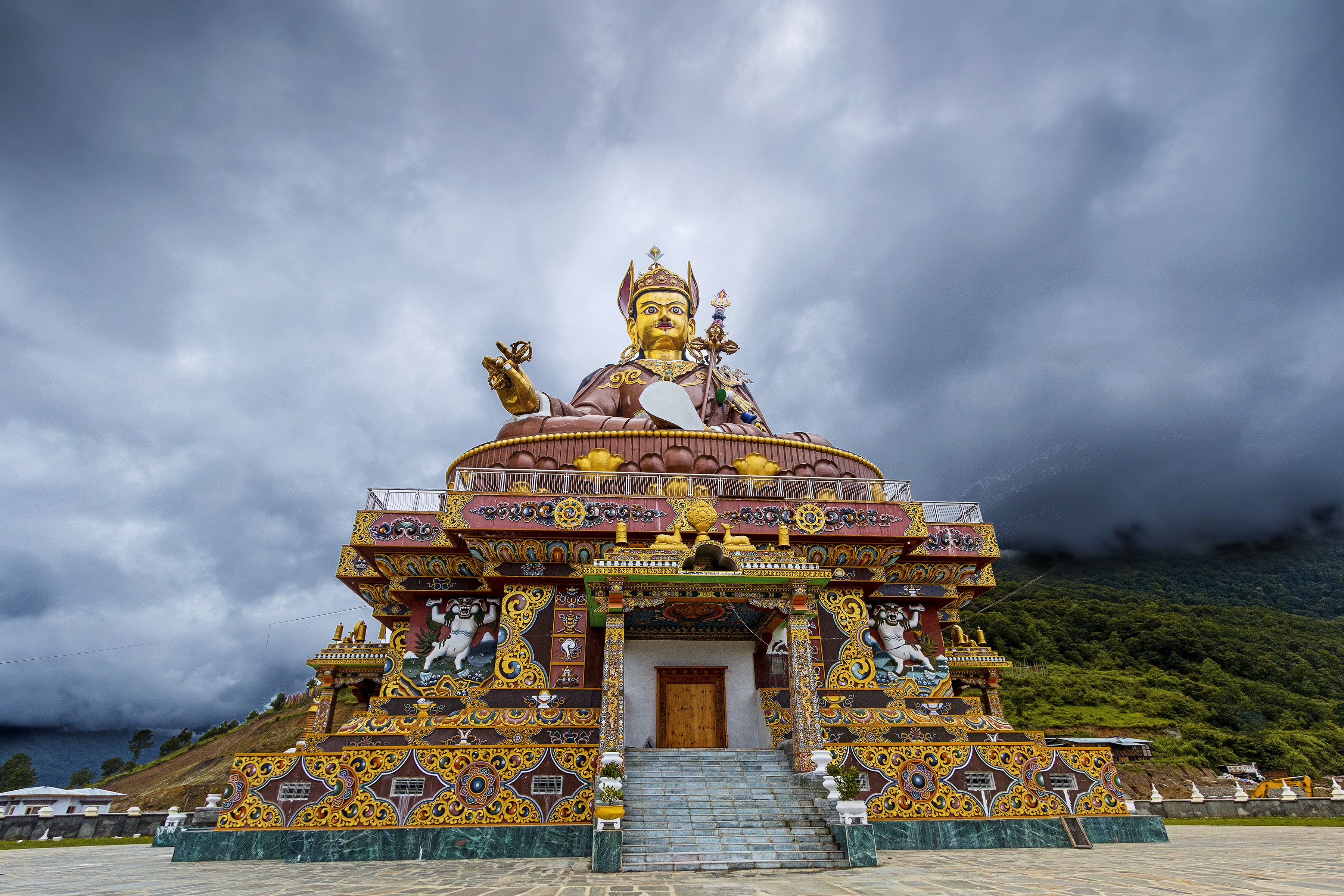
تمثال لبادماسامبهافا في بوتان وهو أحد الشخصيات الأسطورية التاريخية في مذهب نيينغما.

نيينغما (بالتبتية: རྙིང་མ་པ།) هو أقدم المذاهب الرئيسية الأربع في البوذية التبتيَّة، أمَّا المذاهب الثلاثة الأخرى فهي مذهب ساكيا ومذهب كاغيو ومذهب غيلوغ. تعني كلمة «نيينغما» بالتبتيَّة حرفياً «قديم»، وغالباً ما يُشار إلى هذا المذهب بـ«نغانغيور» (སྔ་འགྱུར་རྙིང་མ།) بمعنى «مذهب الترجمات القديمة» أو «المذهب القديم» لأن هذا المذهب تأسس من أولى ترجمات النصوص البوذيَّة المقدَّسة من السنسكريتيَّة إلى اللغة التبتيَّة القديمة إبَّان القرن الثامن. وقد وضِعت الأبجدية التبتيَّة وقواعد اللغة التبتيَّة من أجل هذا الاجتهاد في الترجمة.
يؤمن النيينغما على وجه الخصوص بوجود كنوز تيرما (གཏེར་མ་) مخفيَّة، والتيرما ما هي إلَّا مجموعة واسعة من التعاليم المخفية. كما يشددون على أهمية الدزوغشن، ويجمعون ما بين كل من الطقوس الدينيَّة والآلهة المحليَّة وبين عناصر عدة من الشامانيَّة، وبعض هذه العناصر الشامانيَّة مُشتركة مع ديانة البون (བོན་). يتألف مذهب النيينغما في واقع الأمر من عدة سلالات (أنساب) مُميَّزة تعود أصول جميعها إلى المُعلِّم الهندي بادماسامبهافا. انتشر تقليد نيينغما من وجهة نظر تقليديَّة بالتناقل الشفوي بين مجموعة مُسترسلة من الممارسين غير الدَيِّنين. إن الأديرة التي أقام فيها الرهبان والراهبات المُتَبَتّلون وطقوس إعادة تجسيد القادة الروحيين ما هي إلَّا اقتباسات دخلت على المذهب فيما بعد.
يقع مقر سلالة (نسب) نيينغما في الوقت الحاضر في منطقة خام وترتبط السلالة بحركة ريمه الدينيَّة (རིས་མེད་).

## التاريخ

### الأساطير
تَعدّ نصوص النيينغما التقليديَّة نفسها على أنها سُلالة (نسب) يرجع تأسيسها إلى سامانتابهادرا «البوذا البدائي» (أدي - بوذا) وهو تَجسّد الدارماكايا «جسد الحقيقة» لجميع البوذات. كما يرى أتباع مذهب النيينغما في فاجرادهارا (شكل ناشئ من سامانتابهادرا)، والبوذات الآخرين بأنهم معلّمين كلٌ في تعاليمهم العديدة. تبعثُ حكمة وعطف سامانتابهادرا من غير إعمال بعددٍ لا يُعد ولا يُحصى من التعاليم، وهي جميعها مُؤاتيَّة لقدرات الكائنات المختلفة وتعهد بهم إلى أُولي المعرفة (الفيديادهارا) والمَتْبُوع عليهم والمعروف بـ«دورجيه تشوراب» التي تهبهم إلى فاجراساتفا وإلى داكيني ليغي وانغموتشيه الذي بدوره ينشرهم بين حكماء البشر. يُقال أن المُعَلِّم الأول للمذهب هو غاراب دورجيه (ولِد حوالي سنة 55م) الذي راودته رؤى لفاجراساتفا. يعدّ بادماسامبهافا أبرز وأكثر الشخصيات إجلالاً من بين المُعَلِّمين الأوائل وهنالك العديد من الأساطير التي تدور حول حياته، وهو ما يجعل من الصعب على الباحث بمكان فصل التاريخ عن الأسطورة. ومن المُعَلِّمين الأوائل أيضاً هناك فيمالاميترا وجامبل شيه نيين وسري سيمها وجنياناسوترا. ترتبط معظم هؤلاء الشخصيات بمنطقة أوديانا الهنديَّة.

### الأصول التاريخيَّة
يرجع تاريخ وجود البوذيَّة في التبت ولا سيما في المناطق الشرقيَّة من البلاد إلى عهد الملك ثوثوري نيانتسن على أقل تقدير (ولِد ربما حوالي عام 173؟ - تُوفي ربما عام 300؟ بعد الميلاد). شهِدَ عهد سونغتسين غامبو (حوالي 617-649/50) توسعاً في الهيمنة التبتيَّة وترافق هذا مع اعتماد نظام كتابة خاص باللغة ونشر الفلسفة والمثاليات البوذيَّة.
قام تريسونغ ديتسن بدعوة بادماسامبهافا والنالاندا الأَبّاتِي شانتاراكشيتا إلى التبت في حوالي عام 760 حتى يُدخل البوذيَّة إلى «بلاد الثلوج.» أمر تريسونغ ديتسن بترجمة جميع النصوص البوذيَّة إلى اللغة التبتيَّة. قام كل من بادماسامبهافا وشانتاراكشيتا ومئة وثمانية تُرجُمان وخمسة وعشرون من أقرب تلامذة بادماسامبهافا بالعمل على مشروع ترجمة ضخم على مدار العديد من السنوات الطوال. وقد أسست الترجمات العائدة إلى تلك الحقبة الحجر الأساس لعملية انتقال نصوص وتعاليم الدارما البوذيَّة المُقدَّسة إلى التبت وتُعرف هذه الترجمات باسم «الترجمات القديمة». تولى بادماسامبهافا بصورة رئيسيَّة الإشراف على ترجمات نصوص التنترا، أمَّا شانتاراكشيتا فانصب تركيزه على ترجمة السوترات. كما يعود الفضل لكل من بادماسامبهافا وشانتاراكشيتا في بناء أول دير بوذي (غومبا) في التبت ألا وهو دير ساميي. إلَّا أن هذا الازدهار لم يدم إلى الأبد:
أمكن استخدام مصطلح «مانترايانا» من أجل الإشارة إلى البواكر الأولى لتقليد الفاجرايانا التي انتقلت من الهند إلى التبت. ويُعدّ لفظ «مانترايانا» المقابل السنسكريتيّ لما أصبح يُعرف في اللغة التبتيَّة بـ«المانترا السريَّة» وهو مصطلح يسري استعماله في النصوص القديمة ليُعرِّفُ ذاته بذاته.

### الاضطهاد

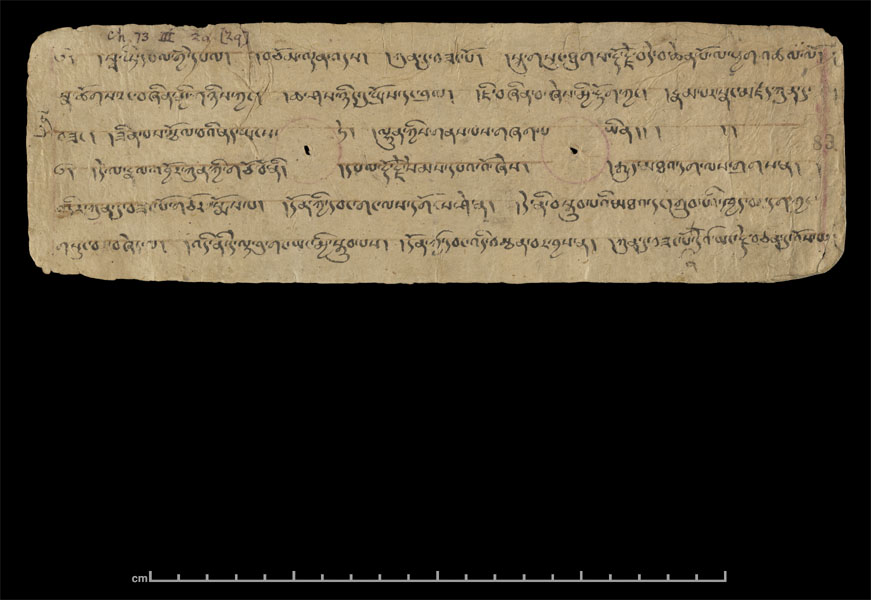
مُقتطف من نص دزوغشن المُقدَّس «وقواق البصيرة» من مدينة دونهوانغ.

وعلى هذا الأساس فقد انتشرت عُموم تعاليم تقليد الفاجرايانا في التبت. وكان تقليد النصوص المُقدَّسة هذا خلال الفترة الممتدة من القرن الثامن حتى القرن الحادي عشر (والذي غدا يُعرف فيما بعد باسم «نيينغما») التقليد البوذي الوحيد السائد حينها في التبت. اندلع خلال عهد الملك لانغدارما (836–842) وهو شقيق الملك رالباتشين اضطرابات سياسيَّة دامت لأكثر من ثلاثمئة عام تعرض البوذيون خلالها إلى الاضطهاد وأُرغموا على إِضمار معتقداتهم وطقوسهم لأن لانغدارما رأى في البوذية تهديداً على تقاليد بون المحليَّة. قام الملك لانغدارما باضطهاد الرهبان والراهبات البوذيين سعياً منه لمسح البوذية عن خارطة الوجود في البلاد، إلَّا أن جهوده هذه باءت جميعها بالفشل. استطاع عدة رهبان الفرار إلى منطقة أمدو الواقعة شمال شرق التبت، وهكذا فقط ظلت سُلالة الترسيم الرهبانيَّة محفوظةً مُصانة.
شهدت الفترة الممتدة ما بين القرن التاسع والقرن العاشر ازدياداً في شعبية فئة جديدة من النصوص المُقدَّسة التي أصبحت تُصنَّف فيما بعد كـ«دزوغشن». تُقدَّم بعض هذه النصوص نفسها على أنها ترجمات منقولة عن أعمال هندية، ولكن معظمها في واقع الأمر عبارة عن أعمال يرجع أصل تأليفها إلى اللغة التبتيَّة وفقاً للباحث المختص بالعلوم التبتيَّة ديفيد جيرمانو. تعتبر هذه النصوص أن طبيعة العقل الحقيقيَّة تتصف بخلوها واستنارتها كما يبدو أنها ترفض الأشكال التقليديَّة من الممارسة. يعدّ التشديد على التقليد الخاص بنصوص دزوغشن المُقدَّسة من السمات الرئيسيَّة لمذهب نيينغما.

## وصلات خارجية
- Kathok Nyingma Tradition of Tibetan Buddhism
- Palyul Nyingma Tradition of Tibetan Buddhism